# 牛方裕
牛方裕（?—?），安定郡鹑觚县（今甘肃省灵台县）人，牛弘次子。
长兄牛方大，有学业，官至内史舍人。牛方裕性凶险无人心，从幸江都，官至符玺郎。大业十四年（618年）三月，虎贲郎将司马德戡、元礼、裴虔通与牛方裕、内史舍人元敏、虎牙郎将赵行枢、鹰扬郎将孟秉、直长许弘仁、薛世良、城门郎唐奉义、医正张恺、勋侍杨士览等人都参与同谋逃亡，最后和宇文化及、宇文智及兄弟联系，改为发动宫廷政变，弑杀隋炀帝。宇文化及掌握大权，和唐奉义、牛方裕、薛世良、张恺等人商量处理国家大事。唐朝建立后，牛方裕官至莱州刺史。贞观二年（628年）七月，唐太宗下诏将宇文化及的同党牛方裕、绛州刺史薛世良、广州都督府长史唐奉义、隋虎牙郎将元礼一并除名流边。